# ЧАЗ-А074
ЧАЗ-А074 «Еталон»/БАЗ-А074 «Еталон» — автобус малого класу, призначений для перевезення пасажирів на міських та приміських комерційних маршрутах. Автобус з 2002 року випускається на Чернігівському автозаводі. ЧАЗ-А074 базується на китайському шасі FAW і оснащений дизельним двигуном FAW CA6D32-12 об'ємом 3,2 л, що розвиває потужність 119 к.с..
З вересня 2008 року називається ЧАЗ-А074 «Чорнобривець»

## Модифікації
- ЧАЗ-А074 «Чорнобривець» — базова модель, міський автобус малого класу з двигуном FAW CA6D32-12 об'ємом 3,2 л потужністю 119 к.с.
- ЧАЗ-А074.01 «Чорнобривець» — шкільний автобус на базі ЧАЗ-А074 з двигуном FAW CA6D32-12 об'ємом 3,2 л потужністю 119 к.с.
- ЧАЗ-А074.10 «Чорнобривець» — приміський автобус малого класу на 24 сидячих місця з двигуном Deutz BF4М2012-12Е3 об'ємом 4,04 л (Євро-3) потужністю 90 к.с.

## Ціна
Станом на 12 грудня 2011 року ціна на автобус БАЗ А074 становить від 270 тис. грн.

## Конкуренти
- Богдан А201
- Богдан А092
- ЗАЗ А07А
- Стрий Авто А0755
- Стрий Авто А0756
- ГалАЗ-3207
- ГалАЗ-3209
- Рута 37